# جيريمي سويفت
جيريمي سويفت (بالإنجليزية: Jeremy Swift)‏ هو ممثل بريطاني، ولد في 1960 في المملكة المتحدة.

## أعمال

### أفلام
- (1999) ترنيمة عيد الميلاد
- (2001) منتزه جوسفورد[2]
- (2007) الصبي أ[3]
- (2015) صعود جوبيتر[4][5][6]
- (2018) عودة ماري بوبينز[7][8]

## وصلات خارجية
- جيريمي سويفت على موقع IMDb (الإنجليزية)
- جيريمي سويفت على موقع قاعدة بيانات الأفلام العربية
- جيريمي سويفت على موقع ألو سيني (الفرنسية)
- جيريمي سويفت على موقع أول موفي (الإنجليزية)
- جيريمي سويفت على موقع قاعدة بيانات الأفلام السويدية (السويدية)
- جيريمي سويفت على موقع قاعدة بيانات الفيلم (الإنجليزية)
- جيريمي سويفت على موقع كينوبويسك (الروسية)